# Краус, Энгельберт
Энгельбе́рт Кра́ус (нем. Engelbert Kraus; 30 июля 1934, Оффенбах-ам-Майн — 14 мая 2016, Хойзенштамм, Гессен) — западногерманский футболист, участник чемпионата мира 1962 года.

## Биография

### Клубная карьера
Краус в течение 11 сезонов играл за «Киккерс», за которые сыграл 275 матчей и забил 101 гол.
В 1963 году, Краус перешёл в клуб Бундеслиги «Мюнхен 1860», в составе которого в 1964 году выиграл Кубок Германии. В 1965 году вернулся в «Киккерс» и играл в этом клубе в течение двух сезонов, завершив карьеру в 1967 году.

### Карьера в сборной
В составе сборной ФРГ сыграл один матч на чемпионате мира 1962 года; всего за сборную сыграл 9 матчей и забил 3 гола.

### Смерть
Скончался 14 мая 2016 года в возрасте 81 года.

## Достижения
«Мюнхен 1860»
- Обладатель Кубка Германии (1): 1963/1964